# Ksilotimwu
Ksilotimwu (gr. Ξυλοτύμβου) – wieś w Republice Cypryjskiej, w dystrykcie Larnaka. W 2011 roku liczyła 3655 mieszkańców.